# Horror Music - Vol.2 - Singles, Outtakes & Rare Tracks - 1997-2007
Horror Music Vol. II - Singles, Outtakes & Rare Tracks - 1997/2007 è una raccolta del gruppo horror metal Death SS, pubblicata nel 2016. Si tratta della seconda parte dell'omonima raccolta uscita il 6 giugno del 1996 (di cui ricalca la data di uscita, che va a formare il numero della bestia).

## Tracce

### LP1
1. Death Walks Behind You (Atomic Rooster cover) - 4:16
2. Thrillseeker - 4:26
3. Dog Man (Monument cover) - 3:04
4. Futilist Lament (High Tide cover) - 4:19
5. Magick (Thelema cover) - 5:23
6. Tempting Devil - 5:43
7. At Nightime (Salvatore Adamo cover) - 5:13
8. Ave Satani (The Omen soundtrack cover) - 3:25
9. Trick Or Treat - 4:51
10. Jack The Ripper (Screaming Lord Sutch cover) - 3:54

### LP2
1. Come to the Sabbath (Black Widow cover) - 5:30
2. Love Resurrection (Alison Moyet cover) - 4:21
3. Panic - 5:43
4. Rim Of Hell (D-A-D cover) - 4:26
5. La Voie Lacteè - 4:25
6. Crazy Horses (The Osmonds cover) - 2:53
7. Criminal World (Metro cover) - 7:55
8. Race With The Devil (Gun cover) - 6:19
9. The Four Horseman (Aphrodite's Child cover) -  5:33

### CD1
1. Death Walks Behind You (Atomic Rooster cover) - 4:16
2. Thrillseeker - 4:26
3. Straigth To Hell - 3:18
4. Dog Man (Monument cover) - 3:04
5. Futulist Lament (High Tide cover) - 4:19
6. Baron Samedi - 5:55
7. Magick (Thelema cover) - 5:23
8. The Book Of The Law - 6:21
9. Guardian Angel - 4:33
10. Tempting Devil - 5:43
11. Scarlet Woman - 5:40
12. At Nightime (Salvatore Adamo cover) - 5:13
13. Ave Satani (The Omen soundtrack cover) - 3:25
14. Trick Or Treat - 4:51
15. Hi-Tech Jesus - 4:21
16. Jack The Ripper (Screaming Lord Sutch cover) - 3:54

### CD2
1. Come to the Sabbath (Black Widow cover) - 5:30
2. Lady Of Babylon - 5:07
3. Love Resurrection (Alison Moyet cover) - 4:21
4. Let The Sabbath Begin - 4:35
5. Panic - 5:43
6. Transylvania - 3:33
7. Rim Of Hell (D-A-D cover) - 4:26
8. La Voie Lacteè - 4:25
9. Pain - 5:36
10. Crazy Horses (The Osmonds cover) - 2:53
11. Sinful Doves - 5:58
12. Criminal World (Metro cover) - 7:55
13. Give ’em Hell - 3:55
14. Race With The Devil (Gun cover) - 6:19
15. The Four Horseman (Aphrodite's Child cover) - 5:33
16. Der Golem - 4:50